# Zirkus des Lebens
Zirkus des Lebens ist ein deutsches Stummfilmdrama aus dem Jahre 1921 von Johannes Guter mit Werner Krauß in einer Doppelrolle.

## Handlung
Philipp Hogger hat sich in einer Kleinstadt trotz seines Hangs zu einer gewissen Pedanterie und Kleinbürgerlichkeit einiges Ansehen verschafft. Eigentlich fühlt er sich zu Höherem berufen; die große weite Welt hätte, so findet er, jemanden wie ihn dringend nötig. Seine Schrulligkeit lässt allmählich Hoggers Diener glauben, dass der Chef schon ein wenig verrückt ist, zumal er sich oft stundenlang in seiner Bibliothek, seinem ein und alles, einschließt. Hoggers Neffe Henry hat sich derweil in Elinor Hartwich verliebt, die Tochter des angesehenen und einflussreichen Senators Hartwich. Dieser ist nur unter der Bedingung bereit, seine Tochter Henry zur Frau zu geben, sollte dieser frei über sein Vermögen verfügen können … doch darüber wacht mit Argusaugen Advokat Philipp Hogger als Henrys Vormund. Henrys Vater hat dies so bestimmt, und Onkel Philipp weigert sich strikt, eine vorzeitige Mündigkeitserklärung Henrys zu befürworten. Philipps Begründung: Viel Geld sei nur ein Fluch, vor dem er Neffe Henry beschützen möchte. In Wahrheit aber sieht Philipp Henrys Geld für sich als ein mannigfaltig einsetzbares, probates Machtmittel.
Eines Tages durchbricht die Ankunft eines kleinen Wanderzirkus die Eintönigkeit des Kleinstadtlebens. Angeführt von Direktor Garpin, trifft eine bunte Truppe ein und sorgt für allerlei Aufregung. Hoggers Notariat erreicht zeitgleich ein Schreiben, in dem ein Kollege Hogger darum bittet, Kontakt mit dem Zirkusdirektor aufzunehmen, um selbigen bezüglich des verschollenen Garpin-Bruders Eduard zu vernehmen. Als Hogger die Aktenlage studiert, erkennt er, dass George Garpin ganz offensichtlich ein großes Interesse besitzt, seinen verschollenen Bruder für tot erklären zu lassen. Auch ein anderes Mitglied des Zirkus beschäftigt Herrn Hogger offensichtlich, diesmal aber ist das Interesse amouröser Natur. Seit er vom Fenster aus den Einzug der Schaustellertruppe beobachtete, hat der Anwalt ein Auge auf die schöne und verführerische Zirkustänzerin Alegria geworfen. Hoggers im Kleinstadtmief eingeschlafenen, gesunden Mannestriebe werden wieder erweckt, und er begibt sich daraufhin prompt gleich in die erste Zirkusvorstellung, um aus der Ferne seine Herzdame anzuschmachten. Inmitten der Vorstellung mit Alegria und ihrem Vorstellungspartner Francesco in einer Spinne-im-Netz-Allegorie wird Hogger alles zu viel, und er verlässt flotten Schrittes die Vorstellung. Neffe Henry folgt ihm, um erneut die vorgezogene Mündigkeit zu verlangen. Wieder lehnt Onkel Hogger ab.
Philipp Hoggers Gedanken schweifen jetzt eh nur noch um Alegria, der er auflauert und eine ebenso stürmische wie aufdringlich-plumpe Liebeserklärung macht. Die ist davon alles andere als begeistert und weist den unattraktiven Mann brüsk zurück. Hogger bekommt Alegria einfach nicht mehr aus dem Kopf, da reift in ihm ein ebenso schräger wie skurriler Plan: Er selbst will die Rolle des verlorenen Bruders Eduard annehmen, um in dieser Maske Alegria nahe kommen zu können. Jetzt bekommt auch Henrys Vermögen für ihn eine Funktion, denn damit kann er Zirkusdirektor George Garpin auf seine Seite ziehen. Denn dieser gedenkt nur dann bei dieser Charade mitzuspielen, wenn Philipp Hogger mit diesem Geld den finanziell notorisch klammen Zirkus wirtschaftlich wieder auf die Beine hilft. Außerdem, so hofft Hogger, könne er dadurch auch Alegrias Karriere ein Stück weit ebnen. Nun muss nur noch Neffe Henry, der eigentliche Besitzer des Geldes, ausgetrickst werden. Der Advokat fingiert einen Raubüberfall auf sein Haus und verschwindet bei Nacht und Nebel mit Henrys Vermögen. Der alte Diener erleidet angesichts dieser Aufregung einen Schlaganfall, und Philipp wird schließlich für tot erklärt. Henry muss angesichts der neuen Umstände seinen Traum begraben, jemals Elinor heiraten zu können. Er kombiniert, dass es einen Zusammenhang mit Henrys Verschwinden und der überstürzten Abreise des kleinen Wanderzirkus geben müsse.
Philipp Hogger hat sich als heimgekehrter Bruder des Zirkusdirektors in der kleinen Schaustellertruppe etabliert, garantiert er doch ihnen allen das ökonomische Überleben. Hogger will fortan alles riesengroß aufziehen; in der Großstadt wird aus der bescheidenen Nummer mit der Spinne (Francesco), die eine Libelle, gespielt von Alegria, in ihr Netz gelockt hat, eine Riesenshow. Jetzt spielt sich alles hoch in der Luft ab, direkt über einem Raubtierkäfig. Doch in der eigenen Causa, das Herz der widerspenstigen Alegria zu betören, ist Hogger nicht einen Schritt weitergekommen. Die weist ihn immer heftiger ab und hat eine Affäre mit ihrem Spinnenpartner. Für Hogger heißt dies: er muss Francesco loswerden und plant daher dessen Entführung, um statt seiner den Spinnenpart zu übernehmen. Mit Hilfe seines Komplizen Tom, eines Chauffeurs, kann Francesco aus dem Verkehr gezogen werden, und Hogger wird zur Spinne im Netz. Als Alegria erkennt, dass sich ihr nicht Francesco, sondern der verhasste aufdringliche „Eduard Garpin“ nähert, erschrickt sie sich sehr. Das Publikum tobt vor Begeisterung, da Alegria als Libelle angesichts Hoggers Spinne im Netz sehr realistisch Furcht zeigt. Der alte Clown Agapit, der vom Manegenboden das Treiben unter der Zirkuskuppel beobachtet, erkennt rasch, dass hier etwas nicht so läuft wie gehabt.
Nun spitzen sich die Dinge zu. Francesco wurde befreit und klettert hoch unter die Zirkuskuppel. Es kommt zum Kampf mit dem Nebenbuhler, in dem auch Tom eingreift. Der wirft Francesco in die Tiefe, doch Alegrias Verehrer fällt in das elastische Spinnennetz und wird durch die Federung nur ein wenig wieder nach oben geschleudert. Dann aber plumpst er ins unter ihm liegende Raubtiergehege. Wie durch ein Wunder entkommt er den Bestien. Hogger weiß, dass er geplatzt ist und entkommt mit seinem Spießgesellen Tom über das Zirkusdach. Henry hat derweil Kontakt zur Polizei aufgenommen, ohne die Zusammenhänge vollkommen zu durchschauen. Jedenfalls teilt er der Staatsmacht mit, dass er davon überzeugt sei, dass jener heimgekehrte Eduard Garpin sein Geld an sich genommen habe und im Zirkus verprasse. Daraufhin wird ein Steckbrief mit Eduards Konterfei ausgestellt. Der echte Eduard Garpin, der sich derweil in einem kleinen Ort als Tanzlehrer verdingt, erfährt im Moment seiner Verhaftung davon, dass man ihn sucht. Nun droht Hogger ernsthaftes Ungemach, denn es ist nur eine Frage der Zeit, dass seine falsche Identität auffliegt. Als erstes will er daher Alegria und Francesco fortlocken.
Kumpan Tom spielt für ihn den Künstleragenten, der die beiden Zirkusartisten mit einem lukrativen Angebot ködern soll. Dies solle ins Ausland führen, eine startklare Maschine wartet bereits. Als Alegria und Francesco das Flugzeug besteigen wollen, wird Francesco zurückgestoßen, und der Flieger entsteigt nur mit Hogger und Alegria als Passagiere, während Chauffeur Tom das Flugzeug steuert. In einer abgelegenen Gegend, wo es sich Hogger mit Alegria in einem Landhaus kuschelig machen möchte, landet die Maschine. Auf dem Boden entzweien sich Hogger und Tom, weil die von Hogger versprochene reiche Entlohnung ausbleibt. Tom schlägt den Advokaten hart nieder, klaut seine gesamte Barschaft und fliegt wieder davon. Alegria entdeckt daraufhin ihre karitative Seite und pflegt den penetranten Stalker und Entführer Hogger aufopferungsvoll. Währenddessen kommt es im Untersuchungsgefängnis, wohin man den echten Eduard Garpin gebracht hat, und dessen Bruder George zur Gegenüberstellung. Nun muss der Zirkusdirektor eingestehen, dass er die ganze Zeit einen Betrüger als seinen Bruder an seiner Seite geduldet habe. Hogger erkennt, dass er gescheitert ist. Alegria versucht nach dem Wiedersehen mit Francesco ihren aufgebrachten Liebhaber zu besänftigen: Sie erklärt ihm, dass Hogger nur eine liebeskranke, waidwunde Seele sei. Philipp Hogger aber begibt sich in die Hände der Justiz.

## Produktionsnotizen
Zirkus des Lebens, eine klassische Amour-fou-Geschichte, entstand im Decla-Bioscop-Atelier in Neubabelsberg, besaß sechs Akte und war 2282 Meter lang. Nach der Zensurvorlage am 6. Dezember 1921 erhielt der Streifen ein Jugendverbot. Die Uraufführung fand am 15. Dezember 1921 in Berlins Marmorhaus statt.
Die Filmbauten entwarf Hermann Warm.

## Kritik
Paimann’s Filmlisten resümierte: „Das Sujet ist, von einigen Passagen abgesehen, sehr spannend gehalten, die Darstellung sehr gut, besonders Werner Kraus, dessen diabolische Rollenauffassung lediglich zu sehr mit der modernen Umgebung kontrastiert. Hinsichtlich der Aufmachung seien schöne Zirkusszenen und die gut gestellten Interieurs im Hause des Notars erwähnt. Die Photos sind mit Ausnahme weniger Szenen gut.“